# Drakvingar
Drakvingar, engelsk originaltitel: Dragon Wing, är en bok av Margaret Weis och Tracy Hickman. Den är den första delen av sju i Dödens port-serien och gavs ut 1990. Den svenska översättningen gavs ut 1997.

## Handling
Boken utspelar sig i Arianus, luftens rike, en av de fyra världarna som är sammanlänkade genom Dödens port. Hit beger sig Haplo, en Patrynier som har flytt från sitt fängelse och är besatt av tanken på att ta ut hämnd på sin svurna fiende Sartan. I boken möter vi också Hugh Handen en skicklig lönnmördare som får sitt livs märkligaste uppdrag, samt Bane, en prins på villovägar, och hans betjänt Alfred.